# Mikolapatak
Mikolapatak település Romániában, Partiumban, Máramaros megyében.

## Fekvése
Máramarosszigettől délkeletre, az Iza egyik jobb oldali mellékvize mellett,
Izasópatak és Somosfalva közt fekvő település.

## Története
Mikolapatak nevét 1411-ben említette először oklevél Petrowa néven.
1451-ben Petrowa, 1471-ben Oetherwa néven írták.
A település a 14. század közepén alakult ki a János vajda uradalmához tartozó területen. Péter nevű névadója ismeretlen.
1411-ben e helyen a Dolhai család egyik ága települt meg itt, s így ő lett a Petrovai család őse és egyben mindvégig birtokosa is a településnek.
A falu jobbágy lakossága a fellelt adatokból következtetve ruszin lehetett, de az itt élő nagyszámú nemesi család elrománosította.
1910-ben 1155 lakosából 82 német, 1070 román volt. Ebből 1073 görögkatolikus, 81 izraelita volt.
A trianoni békeszerződés előtt Máramaros vármegye Suhatagi járásához tartozott.

## Nevezetességek
- Görögkatolikus fatemploma - Mihály arkangyal és Gábor tiszteletére lett szentelve. 1771-ben már létezett.

Anyakönyvet 1787-től vezetnek.